# Glutops semicanus
Glutops semicanus är en tvåvingeart som beskrevs av Nina Krivosheina 1971. Glutops semicanus ingår i släktet Glutops och familjen Pelecorhynchidae. Inga underarter finns listade i Catalogue of Life.